# Ministero degli affari interni e delle comunicazioni
Il Ministero degli affari interni e delle comunicazioni (総務省?, Sōmu-shō, in inglese Ministry of Internal Affairs and Communications, da cui l'acronimo MIC) è il dicastero del governo giapponese preposto all'organizzazione amministrativa del Paese, alla prevenzione delle catastrofi naturali e alla gestione dei servizi postali e di telecomunicazione.
La sede è all'interno del Chūō Gōdō Chōsha Daini-gōkan, che si trova nel quartiere Kasumigaseki a Chiyoda, Tokyo.
Dal 1º ottobre 2024 il ministro in carica è Seiichirō Murakami.

## Storia
Il Ministero della pubblica amministrazione, degli affari interni, delle poste e delle telecomunicazione fu istituito il 6 gennaio 2001 in seguito all'accorpamento del Ministero degli affari interni, del Ministero delle poste e delle telecomunicazioni e dell'Agenzia di amministrazione e coordinamento. Nel processo alcune funzioni di quest'ultima furono prese in carico dall'Ufficio di gabinetto, mentre la stragrande maggioranza delle funzioni del Ministero delle poste e delle telecomunicazioni vennero affidate a un'agenzia postale indipendente che più tardi avrebbe preso il nome di Nippon Yūsei Kōsha.
Nel 2004 il dicastero cambiò nome in Ministero degli affari interni e delle comunicazioni.

## Funzioni
Il ministero si occupa dell'organizzazione amministrativa del Paese, della tassazione e dei finanziamenti a livello locale, del coordinamento del sistema elettivo, della prevenzione delle catastrofi naturali e degli incendi, dell'elaborazione e della pubblicazione delle statistiche ufficiali e della gestione dei servizi postali e di telecomunicazione.